# Хойнацький Олександр Ромуальдович
Хойнацький Олександр Ромуальдович (1849, Варшава. — після 1914) — київський архітектор.

## Біографія
Син Ромуальда Хойнацького, художника-портретиста польського походження,  та Емілії Грабовської, народився 1849 р. у Варшаві. За порадою лікарів Ромуальд Хойнацький, який захворів на важку хворобу ніг, переїхав жити ближче до чорноморських лиманів - спочатку на Поділля, потім до Одеси. Мабуть, там і пройшло дитинство Олександра Хойнацького.
Випускник Петербурзької Академії мистецтв.
Працював архітектором у місті Києві в останні два десятиріччя ХІХ та перші півтора десятиріччя XX століття.
Доля після 1914 року наразі невідома.

## Зведені будинки
- Прибутковий будинок на вул. Богдана Хмельницького № 31/27 (1876 р., добудований 1901 р. І. В. Ніколаєвим).
- Житловий будинок на вул. Богдана Хмельницького № 96 (1880 р., не зберігся).
- Особняк на вул. Обсерваторній № 19 (1880 р.).
- Житловий будинок Н. Барського на Хрещатику № 50 (1881 p.).
- Особняк на вул. Євгена Чикаленка № 34 (1883 p., добудова).
- Перебудова фасаду будинку О. Берестовського на вул. Софійській № 9 (1884 p.).
- Прибутковий будинок на вул. Малій Житомирській № 15 (1887-92 р.).
- Житловий будинок Ф. Роговського з флігелем на вулиці Шота Руставелі, 8 (1890 р., зберігся лише фасадний будинок).
- Прибутковий будинок і особняк на вул. Володимирській № 45 (1891—1892 pp.).
- Житловий будинок на вул. Саксаганського № 95 б (1894 р.).
- Будинок «ЮРОТАТ» на вул. Саксаганського № 108/18 (1898 р.).
- Прибутковий будинок О. Гончарова на вул. Жилянській № 120-а (1900 p.).
- Прибутковий будинок на вул. Володимирській № 41 (1900-і роки).
- Прибутковий будинок Є. Столяренка на Андріївському узвозі № 34 (1901 p., будував М. О. Вишневський).
- Добудова будинку на вул. Прорізній № 17 (1902; 1912 рр.).
- Будинок на вул. Гоголівській № 7г (1911 р.)

## Інші проєкти
Розробив 24 типи планів і фасадів для будівництва дачних споруд у Святошині (1897 p., співавтор О. С. Кривошеєв), серед них:
- Особняк Бахарєва і допоміжні будівлі на вулиці Львівській № 3 (кін. ХІХ ст.);
- Типовий вокзал залізниці Київ – Ковель (1902 р.).

## Галерея

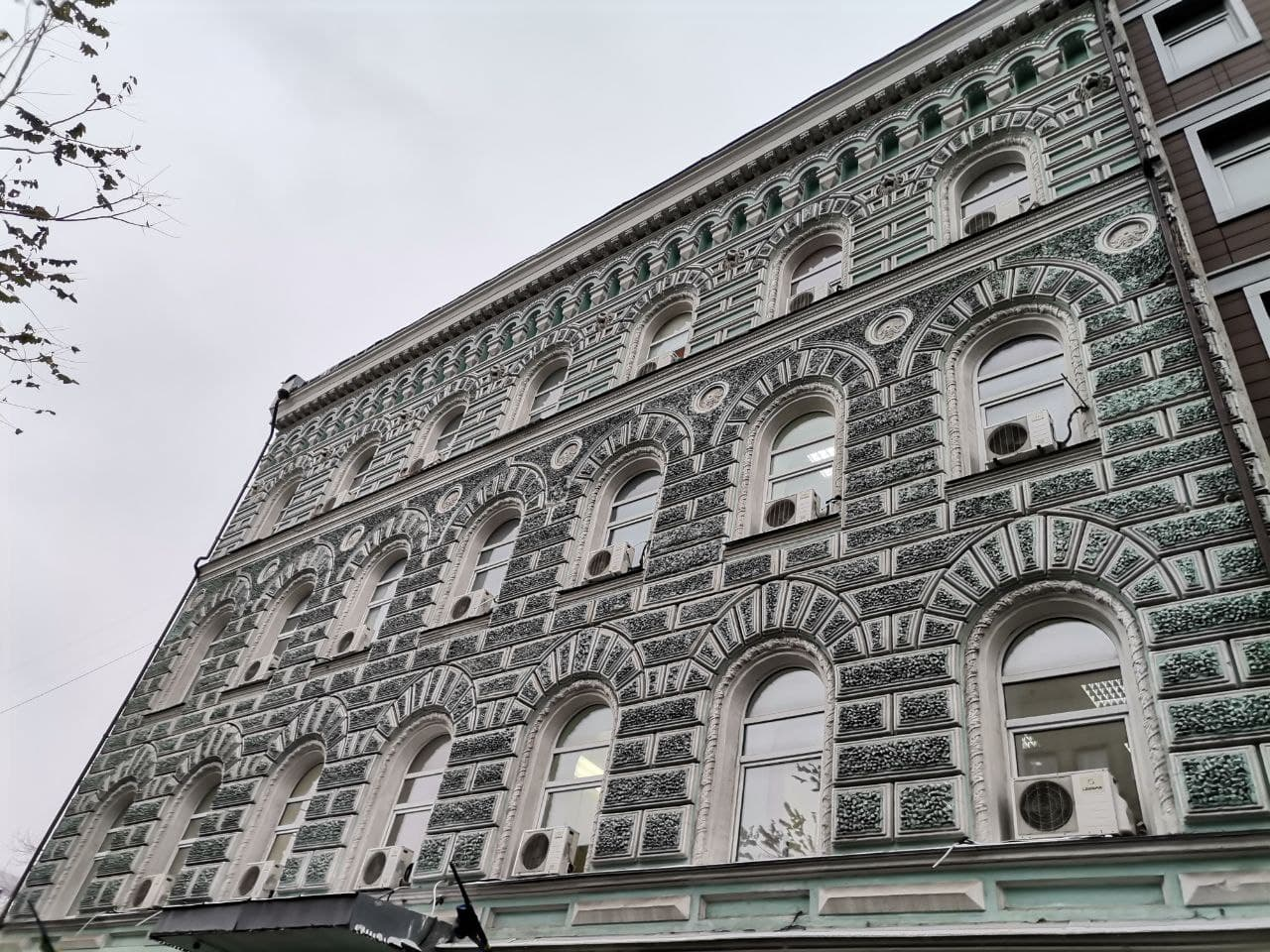
Будинок на вулиці Жилянській 120а
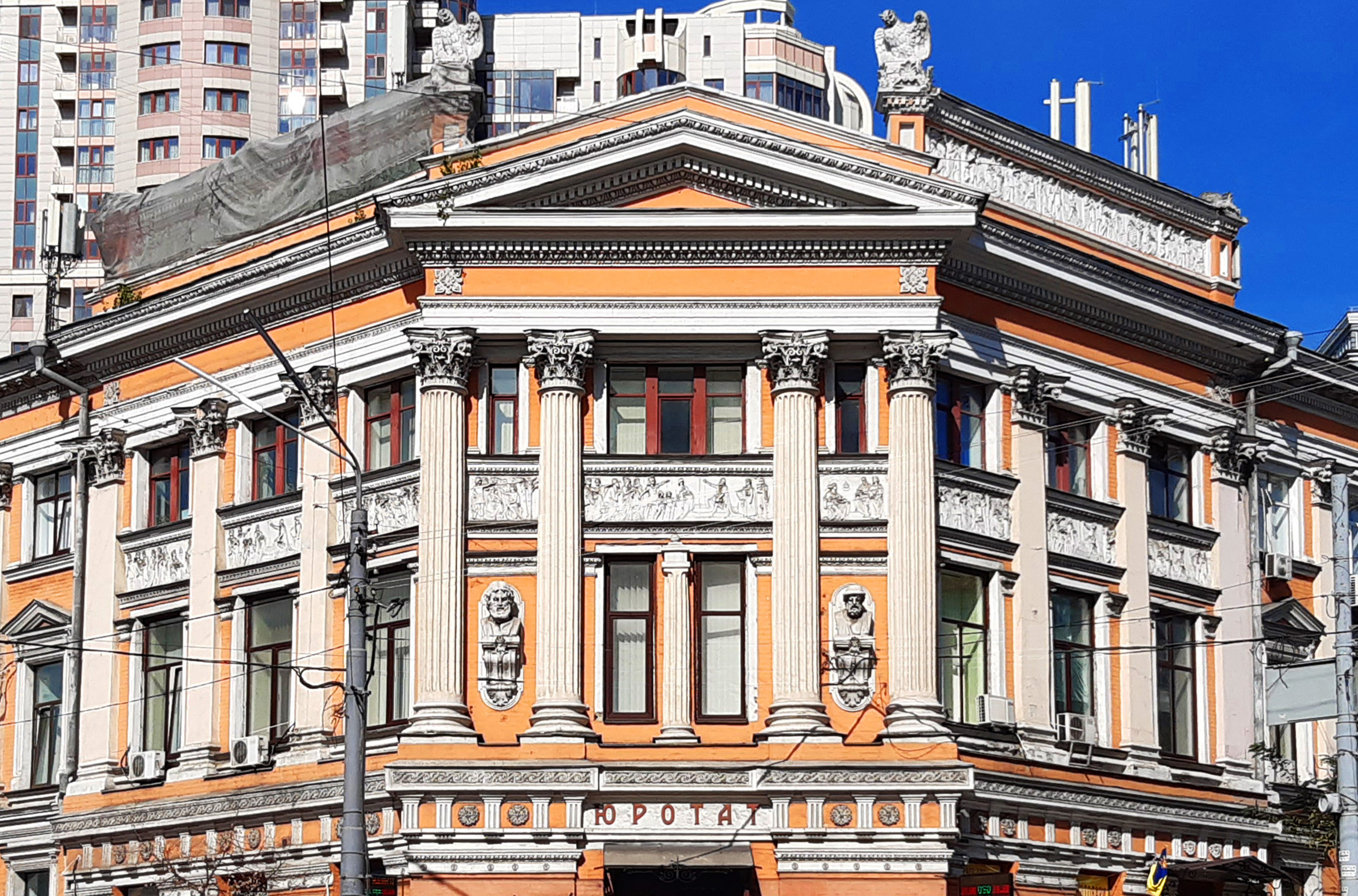
Будинок на Саксаганського, 108/16
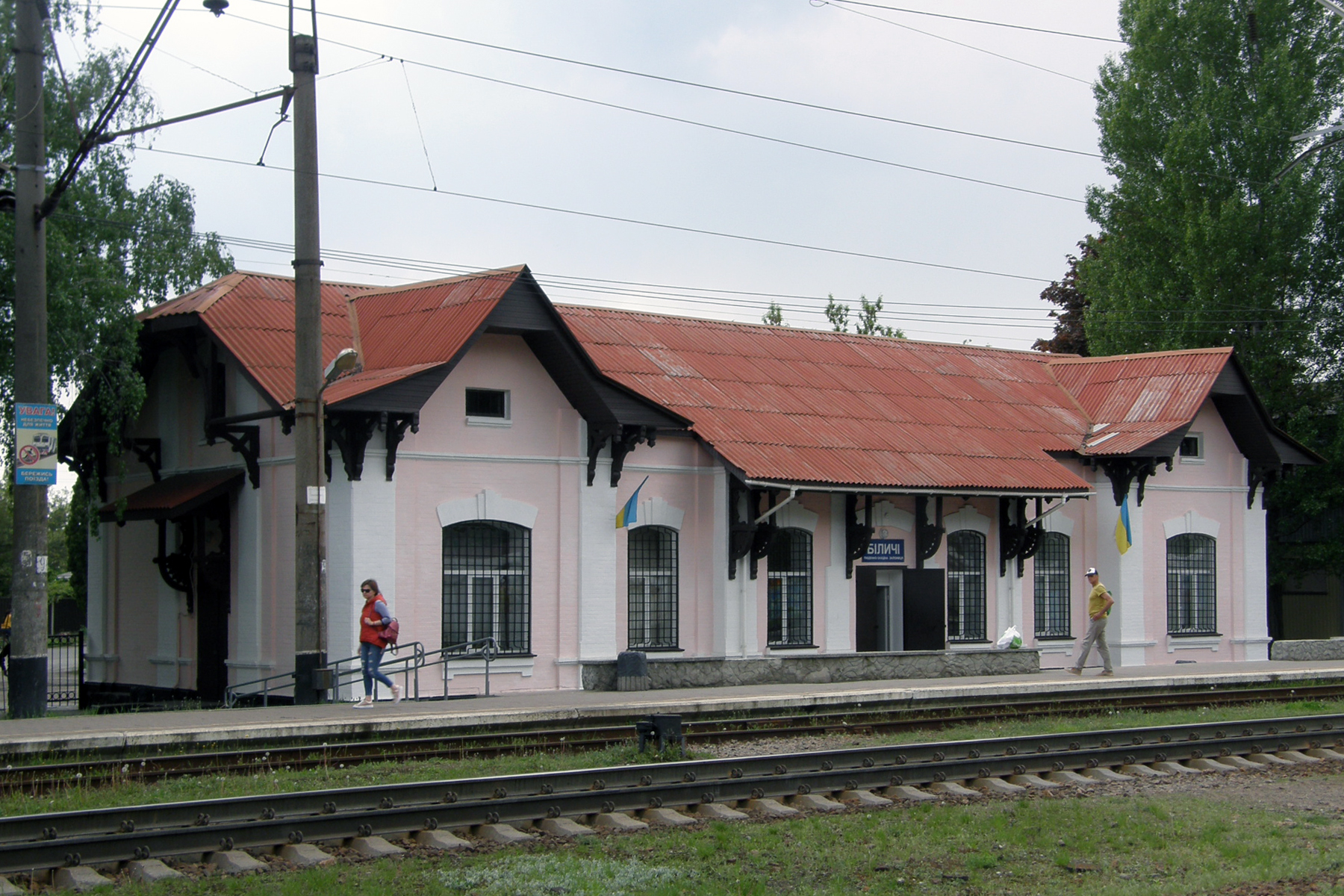
типовий вокзал станції Біличі